# Арсенж
Арсенж (фр. Arcinges) насеље је и општина у источној Француској у региону Рона-Алпи, у департману Лоара која припада префектури Роан.
По подацима из 2011. године у општини је живело 197 становника, а густина насељености је износила 57,27 становника/km². Општина се простире на површини од 3,44 km². Налази се на средњој надморској висини од 480 метара (максималној 720 m, а минималној 398 m).

## Демографија
| 1962. | 1968. | 1975. | 1982. | 1990. | 1999. | 2011. |
| ----- | ----- | ----- | ----- | ----- | ----- | ----- |
| 130   | 155   | 131   | 135   | 122   | 134   | 197   |

График промене броја становника у току последњих година